# الرباط في الإسلام
الرباط في الإسلام هو إقامة المسلم في ثغور المسلمين دفاعًا عنها، طلبًا للأجر، واستعدادًا للجهاد، أو مشاركة فيه. والرباط عبادة عظيمة، وردت في نصوص القرآن والسنة، وكانت جزءًا من الحياة الدينية والعسكرية في التاريخ الإسلامي، خاصة في المناطق الحدودية المعرضة للغزو، والمناطق المعروفة بالثغور.
- برج المراقبة في رباط المنستير
التعريف
الرباط لغةً: من ربط، أي شدّ الشيء ولزمه.
وفي الاصطلاح الشرعي: إقامة المسلم على حدود بلاد المسلمين، متأهبًا للجهاد، وحارسًا لها من تسلل الأعداء، سواء بالفعل أو النية والمرابطة. قال تعالى: ﴿وَأَعِدُّوا لَهُمْ مَا اسْتَطَعْتُمْ مِنْ قُوَّةٍ وَمِنْ رِبَاطِ الْخَيْلِ تُرْهِبُونَ بِهِ عَدُوَّ اللَّهِ وَعَدُوَّكُمْ وَآخَرِينَ مِنْ دُونِهِمْ لَا تَعْلَمُونَهُمُ اللَّهُ يَعْلَمُهُمْ وَمَا تُنْفِقُوا مِنْ شَيْءٍ فِي سَبِيلِ اللَّهِ يُوَفَّ إِلَيْكُمْ وَأَنْتُمْ لَا تُظْلَمُونَ ۝٦٠﴾
في السنة النبوية
ورد في فضل الرباط حديث النبي صلى الله عليه وسلم:
> "رباط يوم في سبيل الله خير من الدنيا وما عليها" (رواه البخاري ومسلم).
كما جاء في حديث آخر:
> "كل ميت يُختم على عمله إلا المرابط، فإن عمله يُنمّى له إلى يوم القيامة ويُؤمَّن من الفتّان." (رواه مسلم)[1]
الرباط والثغور
ارتبط الرباط تاريخيًا بمفهوم الثغور، وهي المناطق التي تقع على حدود بلاد المسلمين مع أراضي غير المسلمين. ومن أبرز الثغور:
* ثغور الشام مثل أنطاكية وطرسوس.
* ثغور الأندلس مثل سرقسطة وبربشتر.
* ثغور المغرب الإسلامي مثل سبتة وطنجة.

وكانت الرباطات تُقام في هذه المناطق كأماكن مخصصة لسكن المجاهدين، والتعليم، والعبادة، وحماية الحدود.[2]
في الفقه الإسلامي
تناول الفقهاء الرباط ضمن أبواب الجهاد في سبيل الله، وخصوه بأحكام تفصيلية. ومن أبرز ما قيل في فضله:
* قال ابن عبد البر: "الرباط أفضل من المجاورة بمكة إذا كان الثغر محتاجًا".
* قال ابن تيمية: "المرابطة في الثغور من أعظم القرب والطاعات إذا وُجدت النية الصالحة".[3]
أشكال الرباطات
كانت الرباطات تتخذ أشكالًا متعددة، منها:
* غرف للسكن الجماعي.
* مساجد صغيرة.
* مدارس للعلم وتحفيظ القرآن.
* مخازن ومطابخ.

وقد بنيت بأموال الوقف الإسلامي، وتُدار من قبل الدولة أو المتطوعين.

أمثلة تاريخية
رباطات مشهورة:
* (تونس)رباط المنستير (تونس)
- رباط تازة (المغرب)
- رباط الفتح (الأندلس)

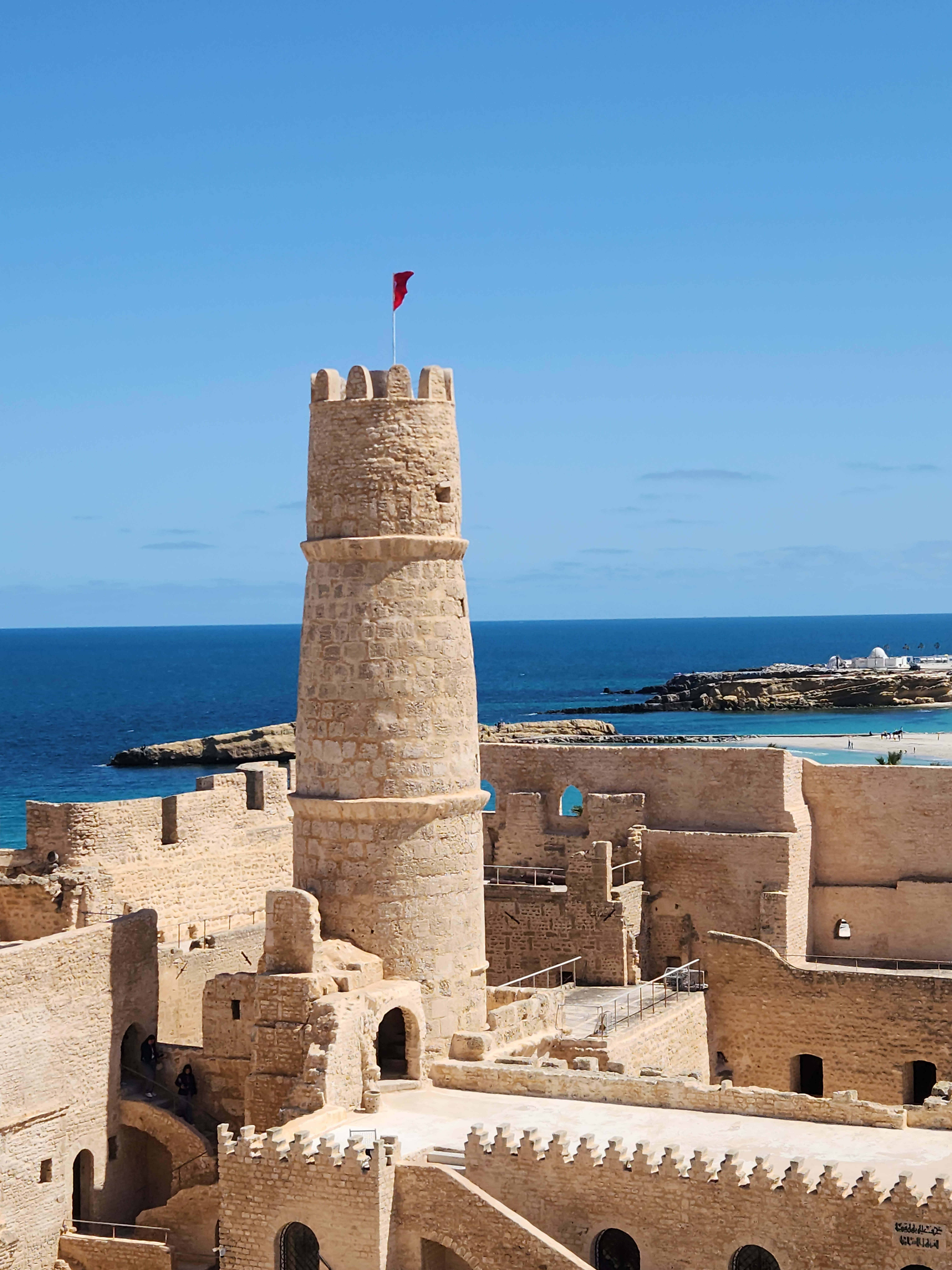
برج المراقبة في رباط المنستير
التعريف ==
الرباط لغةً: من ربط، أي شدّ الشيء ولزمه.
وفي الاصطلاح الشرعي: إقامة المسلم على حدود بلاد المسلمين، متأهبًا للجهاد، وحارسًا لها من تسلل الأعداء، سواء بالفعل أو النية والمرابطة. قال تعالى:
في السنة النبوية ==
ورد في فضل الرباط حديث النبي صلى الله عليه وسلم:
> "رباط يوم في سبيل الله خير من الدنيا وما عليها" (رواه البخاري ومسلم).
كما جاء في حديث آخر:
> "كل ميت يُختم على عمله إلا المرابط، فإن عمله يُنمّى له إلى يوم القيامة ويُؤمَّن من الفتّان." (رواه مسلم)
الرباط والثغور ==
ارتبط الرباط تاريخيًا بمفهوم الثغور، وهي المناطق التي تقع على حدود بلاد المسلمين مع أراضي غير المسلمين. ومن أبرز الثغور:
- ثغور الشام مثل أنطاكية وطرسوس.
- ثغور الأندلس مثل سرقسطة وبربشتر.
- ثغور المغرب الإسلامي مثل سبتة وطنجة.
وكانت الرباطات تُقام في هذه المناطق كأماكن مخصصة لسكن المجاهدين، والتعليم، والعبادة، وحماية الحدود.
في الفقه الإسلامي ==
تناول الفقهاء الرباط ضمن أبواب الجهاد في سبيل الله، وخصوه بأحكام تفصيلية. ومن أبرز ما قيل في فضله:
- قال ابن عبد البر: "الرباط أفضل من المجاورة بمكة إذا كان الثغر محتاجًا".
- قال ابن تيمية: "المرابطة في الثغور من أعظم القرب والطاعات إذا وُجدت النية الصالحة".
أشكال الرباطات ==
كانت الرباطات تتخذ أشكالًا متعددة، منها:
- غرف للسكن الجماعي.
- مساجد صغيرة.
- مدارس للعلم وتحفيظ القرآن.
- مخازن ومطابخ.
وقد بنيت بأموال الوقف الإسلامي، وتُدار من قبل الدولة أو المتطوعين.
أمثلة تاريخية ==
رباطات مشهورة:
- (تونس)

- الرباط الزماني، الرباط المارديني في القدس

## التراجع والانحسار
مع ضعف الدولة الإسلامية، انحسرت فكرة الرباط كمؤسسة منظمة، وتحولت بعض الرباطات إلى مساجد أو مدارس. لكن المفهوم بقي حاضرًا في الفكر الإسلامي المعاصر، لا سيما في القضايا المتعلقة بفلسطين والمرابطة في المسجد الأقصى.

## الفرق بين الرباط والحصن
| العنصر           | الرباط                                   | الحصن                         |
| ---------------- | ---------------------------------------- | ----------------------------- |
| الوظيفة          | عبادة + حماية + تعليم                    | دفاع عسكري بحت                |
| الطبيعة          | وقفي، تعبدي، تطوعي                       | رسمي، عسكري، حكومي            |
| التركيب المعماري | غرف، مسجد، ساحة، مطبخ                    | أبراج، جدران سميكة، خنادق     |
| الموقع           | في الثغور، قرب خطوط التماس               | على المرتفعات أو أطراف المدن  |
| الديمومة         | مرابطة طويلة الأمد                       | استخدام عند الحاجة الدفاعية   |
| الأهداف          | الجهاد، العبادة، نشر العلم، حماية الحدود | صدّ الهجمات، تحصين المدن       |
| التمويل          | غالبًا من الأوقاف الإسلامية               | من خزينة الدولة والسلطان      |
| الجانب الفقهي    | يُعد من أفضل القربات في الإسلام           | قد لا يحمل طابعًا تعبديًا بذاته |